# Джон Блам
Джон Блам (англ. John Blum, нар. 8 вересня 1959, Детройт) — американський хокеїст, що грав на позиції захисника.

## Ігрова кар'єра
Професійну хокейну кар'єру розпочав 1981 року.
Протягом професійної клубної ігрової кар'єри, що тривала 15 років, захищав кольори команд «Едмонтон Ойлерс», «Бостон Брюїнс», «Вашингтон Кепіталс» та «Детройт Ред-Вінгс».

## Статистика НХЛ
|                  | Сезон | І   | Г | П  | О  | ШХ  |
| ---------------- | ----- | --- | - | -- | -- | --- |
| Регулярний сезон | 9     | 250 | 7 | 34 | 41 | 610 |
| Плей-оф          | 5     | 20  | 0 | 2  | 2  | 27  |